# Полтавський краєзнавчий музей
Полта́вський краєзна́вчий музе́й і́мені Василя́ Криче́вського — краєзнавчий музей у місті Полтава, Полтавська область, Україна. Заснований 1891 року.
Має близько 300 тисяч експонатів. Володіє найбільшим зібранням пам'яток і предметів історії, археології, природознавства, етнографії і культури в місті й області . Проводить наукові дослідження з історії Полтавщини.
Підпорядковується управлінню культури Полтавської облдержадміністрації.

## Історія музею

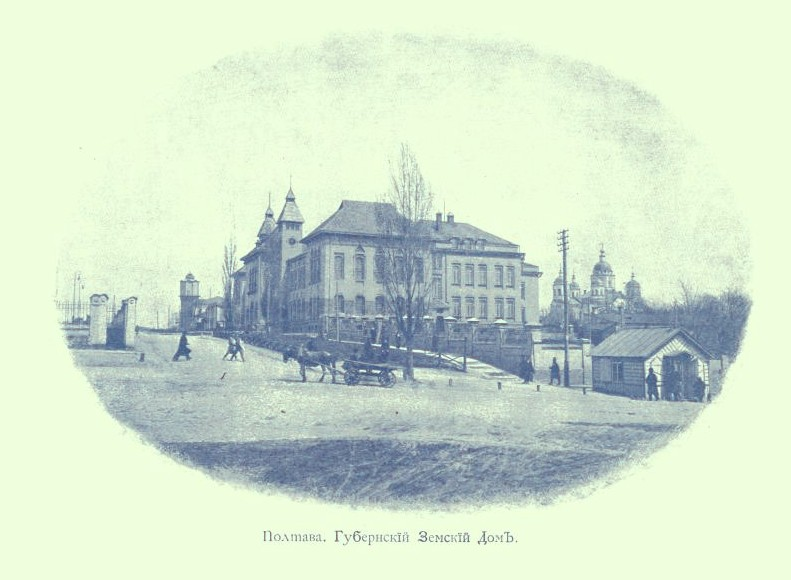
Будинок губернського земства. Початок XX ст.

Музей засновано 1891 року за ініціативою професора Василя Докучаєва, який 1890 року запропонував створити у Полтаві природничий музей. На пропозицію В. Докучаєва план музею розробив Михайло Олеховський.
Музей був заснований як Природничо-історичний музей Полтавського губернського земства, а його завідувачем обраний Михайло Олеховський.
Основу першої експозиції склали колекції зібрані експедицією професора Докучаєва: зразки ґрунтів — 4 тисяч одиниць; зразки гірських порід — 500 одиниць; гербарій — до 800 аркушів.
Спочатку експозиція музею займала три кімнати флігеля у дворі земства. 1902 року частину експонатів перевезли до спорудженого міською управою будинку Просвітительського товариства імені М. В. Гоголя, а 1908 року йому відвели третій поверх у новому будинку губернського земства.

Краєвид із Будинком губернського земства та храмом Воскресіння. І. Хмелевський (1915)

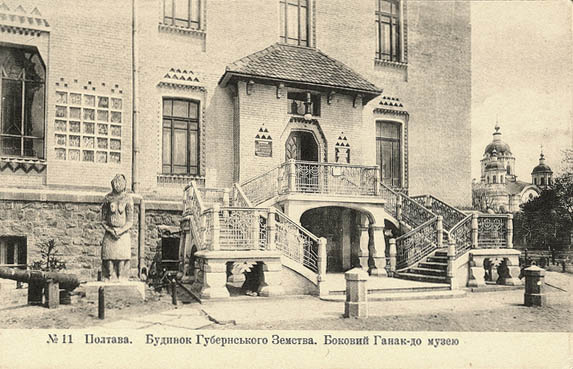
Вхід до музею, початок XX століття

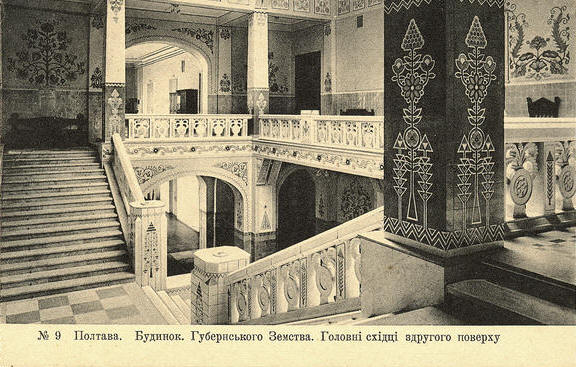
Головні східці із другого поверху, початок XX століття

1906 року Полтавському губернському земству Катериною Скаржинською були подаровані значна колекція (20 тисяч експонатів) та наукова бібліотека, зібрані нею у своєму маєтку на хуторі Круглики на Лубенщині . На початку XX століття (1907) до Музею Полтавського земства надійшла колекція Павла Бобровського.
До свого десятиріччя музей вже мав відділи: природничий, сільськогосподарський, етнографічний та археологічний.
1920 року відбулося відкриття нової експозиції Центрального пролетарського музею Полтавщини, якому було передано увесь будинок губернського земства.
1924 року до краєзнавчого музею був приєднаний Полтавський педагогічний музей.
Від початку його створення і до 1940 року у музеї зберігалося Пересопницьке Євангеліє. У 1920—1941 роках діяла окрема експозиція «Кабінет Славних полтавців».
У 1921—1924 роках музей очолював український археолог Михайло Рудинський. У різний час в музеї працювали вчені та діячі культури, дослідники Полтавщини — археологи й етнографи Іван Зарецький, Вадим Щербаківський, Костянтин Мощенко, Олександр Тахтай, Михайло Рудинський, природознавці — Володимир Вернадський, Микола Гавриленко, Валентин Ніколаєв, мистецтвознавець та історик Яків Риженко, художник Никанор Онацький.
Під час Німецько-радянської війни 1941—1945 років частину фондів було евакуйовано до Уфи та Тюмені, а ті, що залишилися, було розграбовано, приміщення спалене. 1943 року, під час відступу, німці три доби палили будинок музею. Після війни відновлена експозиція становила 37 тисяч експонатів (до війни було близько 118 тисяч). Зараз музей налічує близько 300 тисяч одиниць зберігання, серед яких килими, плахти, великі колекції вишивок, рушників, керамічних виробів, предметів нумізматики, археології та інших цінних матеріалів. Експозиція складається з відділів — природи, археології, нової історії, новітньої історії, етнографії, народознавства. З Полтавщиною пов'язані імена багатьох видатних людей. В експозиції вміщено власні речі Леоніда Глібова; завіса для Полтавського театру, виконана Григорієм Мясоєдовим.

## Будинок музею
Полтавський краєзнавчий музей розташований на місці садиби козака Павла Руденка , де 1872 року був побудований новий Будинок Полтавського губернського земства. В ньому працювало статистичне бюро, що видало 15 томів «Збірника про господарську статистику Полтавської губернії» та низку окремих наукових робіт з краєзнавства. Наприкінці XIX століття у цьому бюро працював майбутній російський письменник, лауреат Нобелівської премії з літератури Іван Бунін. Вивченням Полтавської губернії займався запрошений земством вчений-ґрунтознавець Василь Докучаєв. Під час експедицій 1888–1894 років він зібрав колекцію ґрунтів і рослин, яка лягла в основу музейної колекції .

Фрагмент інтер'єру музею

1901 року старий будинок земської управи був розібраний. 1902 року на його місці розпочалося будівництво нового, яке закінчилося у 1908 році. Початковий проєкт споруди у стилі французького ренесансу розробив полтавський архітектор Олександр Ширшов, але завдяки підтримці українського художника Сергія Васильківського конкурс виграв проєкт художника й архітектора Василя Кричевського у стилі українського модерну.
У проєкті Кричевського використовувалися національні мотиви: шестикутні отвори вікон і дверей, башти, що фланкували центральну частину фасаду, багате кам'яне різьблення. Фасад і інтер'єри були оформлені керамікою і майолікою, виготовленими учнями земських майстерень Полтавської губернії, у тому числі Миргородської керамічної школи і гончарями з Опішні. Вздовж фасаду розміщувалися герби міст Полтавської губернії.
На початку 1900-х років, після видання альбому «З української старовини», С. Васильківський запросив Миколу Самокиша до участі в оформленні будинку Полтавського губернського земства. С. Васильківський, за допомогою Михайла Беркоса та Миколи Уварова написав три величезних панно на теми  історії України, а Микола Самокиш виконав фрески у стилі українського народного орнаменту. Вдвох вони написали панно «Козак Голота». Розпис будинку був видатним явищем в історії українського образотворчого мистецтва. Він був знищений разом з будівлею під час німецької окупації 1941—1943 років.

Фойє музею

Орнаментальні розписи, фризи і панно інтер'єрів були зроблені українськими художниками Миколою Самокишем і Сергієм Васильківським. Всього для оздоблення земського будинку в Опішні було виготовлено 24 458 полив'яних плиток для інтер'єрів, 15 майолікових (глазурованих) гербів повітів Полтавщини, які розмістили на фасаді, а також 12 майолікових панно. Майстри черепичного заводу в Малих Будищах виготовили 70 тисяч штук черепиці. Колишні вихованці Миргородської художньо-промислової школи в Опішні відлили 39 тисяч плиток білого, синього і зеленого кольорів для сіней, вестибюля і зали загальних засідань. Земський будинок у Полтаві освятили 14 жовтня 1908 року, на Покрову.
«Всередині будинку немає жодного місця на стіні, на стелі — де б не красувався чудовий український орнамент, намальований або вирізаний, — захоплювався кореспондент часопису «Рідний край» після відкриття споруди, — Все, що тілько є в тому будинкові, — починаючи від дробних річей, якоїсь малої мисочки, і до самих найбільших, — має на собі виразну ознаку українського мистецтва».
Не зважаючи на те, що під час другої світової війни будинок музею серйозно постраждав, в післявоєнний період архітектурний стиль, зовнішнє і внутрішнє оздоблення були відновлені в первісному вигляді і збереглися до наших днів.

## Постійна експозиція
В сорока музейних залах і фондосховищах Полтавського музею представлено близько 300 тисяч експонатів. Музейна експозиція поділяється на чотири основні розділи: природознавчий, стародавньої історії, нової історії, історії 20 століття. Кожен розділ має декілька експозиційних залів.
| Зали | Стислий опис експозиції | Зображення |
| --- | --- | ---------- |
| Відділ природи Створений у 1891 р., з часу організації природничо-історичного музею Полтавського губернського земства. В основу відділу були покладені природничі колекції, зібрані учасниками експедиції В. В. Докучаєва – зразки ґрунтів, гірських порід, гербарій рослин. Сучасна експозиція відділу, побудована у 1993 році, знайомить із природними умовами та ресурсами Полтавщини, з історією дослідження природи краю, питаннями охорони навколишнього природного середовища. | |            |
| Геологічно-палеонтологічний | Експозиція подає загальну географічну характеристику, знайомить з геологічною будовою, розповідає про геолого-морфологічні особливості формування рельєфу Полтавщини, корисні копалини, а також про історію досліджень природи історичної Полтавщини. Містить палеонтологічні знахідки. |            |
| Природно-кліматичний | Розповідає про кліматичні умови, фенологічні особливості краю, природно-кліматичне районування Полтавської області. В експозиції численні опудала тварин, птахів, колекції комах, гербарії тощо. |            |
| Ґрунтів і водних ресурсів | Розповідає про гідрологічні особливості Поворскля, водні ресурси, фауністичний комплекс водойм Полтавщини. В експозиції репрезентовані унікальні експонати — зразки ґрунтів, зібрані учасниками експедиції Василя Докучаєва, польовий журнал, наукова звітність, меморіальні речі дослідника. |            |
| Рослинний і тваринний світ | Розповідає про розмаїття флори і фауни Полтавщини, рослин і тварин області, що охороняються. Рослинний і тваринний світ представлений за формаціями: листяні та хвойні ліси, болота, луки. В експозиції також багато опудал тварин, птахів тощо. Зал озвучений фонограмою співу птахів. |            |
| Сільськогосподарський | Експозиція розповідає про галузеві і регіональні особливості сільського господарства на Полтавщині, знайомить із розвитком рослинництва і тваринництва, селекційною роботою дослідних сільгосппідприємств, питаннями охорони навколишнього природного середовища. Матеріали окремої вітрини присвячені діяльності українського зоолога, музеєзнавця Миколи Гавриленка. Експонуються колекція вченого, наукові праці тощо. |            |
| Відділ археологіїАрхеологічний відділ музею створений у травні 1912 року. На той час музей уже мав чималу археологічну збірку, яку було започатковано відомим археологом і етнографом Іваном Зарецьким. Першим завідувачем відділу був Вадим Михайлович Щербаківський. | |            |
| Найдавнішої історії краю | В археологічній експозиції знаряддя праці кам'яної доби, доби бронзи, скіфського часу, зброя, прикраси, глиняний посуд різних часів і культур, притаманних краю. Серед них є унікальні експонати — гостроконечник епохи середнього палеоліту, Федорівська антропоморфна стела епохи енеоліту, Кабаківський скарб бронзових виробів та ливарні форми епохи бронзи, культовий бронзовий казан із Більського городища скіфського часу. |            |
| Полтавщини за часів розвинутого середньовіччя | Висвітлює минувшину Полтавщини до раннього середньовіччя, епохи розпаду Золотої Орди. Містить знахідки зі скіфських курганів в урочищі Геєві Могили (біля Опішні Зіньківського району), Татарський бугор (біля села Клюсівка Новосанжарського району). Унікальні експонати — давньоруський хрестик з перегородчатою емаллю із поховання, глиняна іконка із зображенням святого Фоми та інші. |            |
| Відділ пізнього середньовіччя та нової історіїІсторичний відділ музею почав формуватися з часу його заснування в 1891 році. 1920 року до складу музею увійшов історико-етнографічний відділ з підвідділами: історичним, славетних полтавців, українського селянського побуту, панського побуту, українського народного мистецтва, народознавства, промислового мистецтва, фольклору й мови, хорово-музичним та ткацтва з майстернею.                                                  | |            |
| Полтавщини в ХІV-ХVІІ століттях | Розповідає про історію краю в період литовсько—польського панування, козацько-селянських повстань кінця XVI—початку XVII століть. В експозиції унікальні речі з золотоординського поховання, знайдені поблизу села Кишеньки Кобеляцького району. |            |
| Полтавщини наприкінці XVII — XVIII столітті | Експозиція представляє період занепаду Гетьманської держави і Руїни. Експонується Дзвін Кизи-Кермен, відлитий київським майстром Афанасієм Петровичем із трофейних турецьких гармат здобутих Полтавським полком 1695 року, копія сорочки наказного гетьмана Павла Полуботка та інші експонати. |            |
| Утворення Полтавської губернії, побут населення Полтавщини в першій половині XIX століття | Матеріали висвітлюють утворення Полтавської губернії, розбудову Полтави як губернського центру, соціально-економічний, політичний та культурний розвиток краю, участь полтавців у Франко-російській війні 1812–1914 років. |            |
| Поміщицький побут на Полтавщині в XIX —на початку XX століття | В інтер’єрі панської вітальні XIX ст. експонуються речі з фондів музею: диван-софа, крісло, ломберний столик, копії портретів та скульптура XIX століття. |            |
| Народних ремесел та селянського побуту | Основну частину залу займає реконструкція селянської хати XIX ст., дах якої було знято зі справжнього будинку кінця ХІХ — початку ХХ ст. Експонуються типові речі інтер’єру селянського помешкання: лава, колиска, покуть, мисник, а також знаряддя ткацького ремесла ― ткацький верстат, прядка та мотовило, не менш цікавим є верстат для виготовлення гребінців з рогу. |            |
| Соціально-економічного, політичного та культурного розвитку Полтавщини середини XIX століття | Демонструється карта Полтавської губернії, з відзначеними на ній найважливішими ярмарками. Експонується чумацька запряжка (паровиця) — опудала волів сірої української породи та чумацький віз мажа. У вітринах матеріали, які висвітлюють розвиток освіти, науки, спорту, медицини, розповідають про видатних діячів культури — Т. Г. Шевченка, І. П. Котляревського, М. В. Гоголя. |            |
| Соціально-економічного та політичного життя на Полтавщині наприкінці XIX — на початку XX століття | У вітринах речі побуту населення Полтави початку ХХ ст. (годинники, праски, самовари, столові прибори, одяг (тальма, клок, чоловічий домашній халат), валіза, зразки вишивок та ін.). Подано реконструкцію типового інтер'єру помешкання полтавця та рекламу початку ХХ ст. |            |
| Відділ етнографіїЕтнографічний відділ музею був створений у 1900 році. Основу його склали зібрання місцевих кустарних виробів Катерини Скаржинської. 1920 року етнографічні експозиції були домінуючими в зібранні музею і займали площу понад 3000 квадратних метрів. 1940 року частина колекцій з народного мистецтва була передана Полтавській картинній галереї. | |            |
| Етномистецька експозиція | Сучасна етнографічна експозиція Полтавського краєзнавчого музею «Народний побут. Народне мистецтво. XVIII—XXI ст.», що розмістилася в одинадцяти затишних залах мансардного поверху на площі близько 750 квадратних метрів, створена у 1990-х роках. Вона відтворює на основі тематико-хронологічного принципу різноманітні колекції традиційних видів мистецтва краю, які представлені у такій послідовності: дерево, малювання на дереві, гончарство, метал, ткацтво, вибійка, вишивання, вбрання, писанки, плетіння з рослинних матеріалів, вироби з кістки і рогу, житло та живопис новітньої доби. |            |
| Відділ новітньої історії У 1964 році в експозиції музею сформований відділ історії радянського суспільства. З 1992 року він реорганізований у відділ історії XX століття з включенням до його складу відділів історії 1917–1941 років та Німецько-радянської війни 1941–1945. | |            |
| Початку XX століття (1910–1930 роки) | Експозиція присвячена історичному розвитку Полтавщини в перших десятиліттях XX століття. Окрема зала висвітлює трагічні події у країні і на Полтавщині у перших радянських десятиліттях (1920—30-і роки): сталінські репресії, Голодомор в Україні 1932—33 років. Особлива увага приділена розповіді про життя та діяльність Голови Директорії, Головного отамана військ УНР Симона Петлюри. |            |
| Середини XX століття (1930–1970 роки) | Експозиція присвячена колективізації на Полтавщині, Великій Вітчизняній війні, окупації краю, визволенню і післявоєнній відбудові. У окремому залі розміщена експозиція «Підпільна молодіжна антифашистська група «Нескорена полтавчанка»», де розповідається про діяльність полтавських підпільників. У інших залах можна ознайомитись із життям і досягненнями видатних полтавців. |            |
| Кінця XX — початку XXI століття (1980–2010 роки) | Експозиція містить тематичні виставки «Єдина родина — моя Україна. Національні меншини Полтавщини», «Техногенна катастрофа XX століття. Полтавці — учасники ліквідації наслідків аварії на Чорнобильській атомній електростанції», «Ми пам'ятаємо тебе, Афганістан», «Полтавщина за роки незалежності України (1991–2011 роки)». |            |

В музеї виставлені колекції народної вишивки, ткацтва, килимарства, церковної атрибутики, археологічні, нумізматичні, найунікальніші зібрання полтавської писанки XIX-XX століть, давньоєгипетська колекція, група пам'яток античного і східного мистецтва. Створено експозицію «Унікальні предмети у зібранні Полтавського краєзнавчого музею». Діють виставки народного і професійного мистецтва.
Відділом музею є також унікальний музей авіаційної та ракетно-космічної тематики — Полтавський музей авіації та космонавтики імені Юрія Кондратюка. Тут зібрано матеріали, присвячені найвидатнішим подіям в аерокосмічній науці й техніці в Україні і у світі, а також у життєвому шляху та творчій спадщині визначних діячів у галузях авіації та космонавтики. Значне місце в експозиції відведено уродженцям Полтавщини та людям, діяльність яких пов'язана з цим краєм, висвітлено наукову спадщину Юрія Кондратюка (Олександра Шаргея). Відбито внесок вихідців з Полтавщини в перемогу в роки Німецько-радянської війни 1941—1945 років, зокрема, розповідається про операцію «Френтік». Висвітлено участь України у міжнародних космічних проєктах. Серед експонатів основного фонду є предмети, що становлять значну історичну цінність.

## Науково-дослідна робота
В музеї працює близько 150 співробітників, серед них понад 40 науковців. Головним напрямком роботи музею є науково-дослідна робота — археологічні, етнографічні, комплексні природознавчі експедиції, розвідки.
У листопаді 2011 року було оприлюднено результати роботи трирічної спільної археологічної експедиції фахівців музею та Полтавського національного педагогічного університету імені Володимира Короленка, яка досліджувала рештки Успенської церкви у селі Лютенька Гадяцького району Полтавської області. Цей храм, збудований 1686 року коштом гадяцького полковника Михайла Бороховича, побудований у стилі українського бароко, був першою на Полтавщині мурованою церквою. На місці церкви археологи знайшли одяг української козацької старшини початку XVIII століття, поховання дружини полковника, унікальну «портретну» ікону та інші унікальні артефакти. Якщо подібні знахідки й траплялися археологам раніше, то їх в Україні одиниці. Такого ж набору автентичного вбрання козацької старшини немає в жодному іншому музеї . Старожитності козацької доби виявлені і на самій території подвір'я Полтавського краєзнавчого музею.
Протягом 2010—2011 років у співпраці з фахівцями Полтавського національного педагогічного університету та Опішнянського інституту керамології — відділення Інституту народознавства НАН України успішно провели дослідження скіфського кургану в урочищі Геєві могили поблизу Опішні Зіньківського району, Сторожівського курганного могильника біля Сторожового Чутівського району, багатошарового поселення в урочищі Татарський бугор біля Клюсівки Новосанжарського району .

Половецькі баби у дворі краєзнавчого музею — археологічні знахідки в межах Полтави та її околиць

Пріоритетним напрямком польових досліджень музею є археологічні розвідки, спрямовані на виявлення нових та моніторинг відомих пам'яток археології на території Полтавської області. Особливе місце займають роботи над «Зводом пам'яток історії та культури у Полтавській області».
Іншим важливим напрямком науково-дослідної роботи музею є дослідження пам'яток періоду Другої Світової війни. Складність у дослідженні полягає у виявленні самих поховань. Співробітниками науково-дослідного відділу пам'яткознавства на основі опрацьованих матеріалів Центрального архіву Міністерства оборони Російської Федерації, Архіву військово-медичного музею Міністерства оборони Російської Федерації, Державного архіву Полтавської області, «Книг Пам'яті» і «Книг Скорботи» Полтавської та інших областей проводиться пошукова робота з виявлення прізвищ воїнів Червоної армії, підпільників та партизан, що загинули та зникли безвісти на території Полтавської області. Створюється і поповнюється електронна база даних.
Разом з вивченням історичної спадщини, працівниками музею проводиться комплексна природознавча науково-дослідна робота. Головними її завданнями є вивчення природних умов і ресурсів Полтавщини та питань, пов'язаних з їх охороною, виявлення, обстеження та каталогізація пам'яток природи області та інших природних об'єктів, збір, дослідження та систематизація матеріалів з історії вивчення природи краю та діяльності вчених-природознавців, створення і поповнення музейних фондів. Науково-дослідна робота здійснюється шляхом проведення комплексних експедицій та екскурсій зі збору експонатів та інформації.
Дослідницьку роботу проводять як основні структурні підрозділи музею, так і науково-дослідні відділи пам'яткознавства, науково-освітньої пропаганди, фондів, краєзнавства, музеєзнавства, реставрації та дизайну.
1993 року за найкращу науково-дослідну та видавничу діяльність Полтавський краєзнавчий музей отримав Першу премію імені Дмитра Яворницького Національної спілки краєзнавців України та був нагороджений Дипломом міністерства культури України.
В музеї регулярно проводяться науково-практичні конференції, публікуються наукові монографії, збірки, каталоги, путівники, методичні та інформаційні видання, бібліографічні покажчики.
Співробітники музею беруть участь у реалізації науково-видавничого проєкту 12-томного енциклопедичного видання Полтавіка. Полтавська енциклопедія.

## Освітянська діяльність
Краєзнавчий музей тісно співпрацює з міськими та районними відділами освіти та вищими навчальними закладами Полтави, зі школами, музеями, театрами, бібліотеками, громадськими організаціями.
У рамках комплексної програми «Музей — школі» науковці музею організують оглядові, тематичні екскурсії та лекції.
Особливою популярність мають оглядові екскурсії експозиційними відділами:
- «Природа рідного краю»;
- «Сторінки історії музею»;
- «Скарби світової історії»;
- «Історичне минуле краю»;
- «Історія Полтавської губернії»;
- «Полтавщина на історичних паралелях» (1917–1941 роки);
- «Історія Полтавщини XX століття»;
- «Національні меншини Полтавщини»;
- «Полтавщина за роки незалежності України».

В музеї організуються і проводяться тематичні виставки, майстер-класи народних майстрів, пізнавальні театралізовані заходи.